# Kardinaldyder
 Denne artikel bør gennemlæses af en person med fagkendskab for at sikre den faglige korrekthed.

De gamle grækere anerkendte fire dyder: visdom, retfærdighed, mod og selvbeherskelse. Med kristendommen blev der tilføjet tre: tro, håb og kærlighed. (De tre kaldes de teologiske dyder. De teologiske dyder og kardinaldyderne er ikke det samme.)
De syv kardinaldyder opvejede de syv dødssynder, så der opstod balance mellem det gode og det onde i mennesket.